# Forêt de la Londe-Rouvray
Pour les articles homonymes, voir Rouvray.
La forêt de la Londe-Rouvray est un massif forestier situé au sud de l'agglomération rouennaise. Cette forêt domaniale est composée de deux grands ensembles : la forêt de Rouvray pour sa partie est et la Londe pour sa partie ouest. Elle couvre une surface de 6 876,38 ha. Elle est bordée au nord-est des forêts départementales du bois des Pères et du Madrillet.
Elle est traversée par la route départementale 438.

## Description
Le nom Rouvray vient de Roboretum ou Rubridium Sylva, qui veut dire forêt de chênes (chenaie). Une forêt de Rouvray s'étendait au Moyen Âge à Paris de Saint-Cloud à Saint-Denis.
Par décret du 18 mars 1993, la forêt de Rouvray a été classée forêt de protection sur une superficie de 2 611,257 3 hectares, sur le territoire des communes de Moulineaux, Orival, Oissel, Petit-Couronne, Grand-Couronne et Saint-Étienne-du-Rouvray. Un décret du 14 septembre 2006 a modifié le territoire protégé, en classant 282,012 6 hectares supplémentaires sur Grand-Couronne, Oissel, Orival, Petit-Couronne et Saint-Étienne-du-Rouvray, et en déclassant 0,2 hectare sur Petit-Couronne et 0,368 8 hectare sur Saint-Étienne-du-Rouvray.
Le 71e régiment du génie y était de 1973 à 1997.
Un réseau de Maisons des forêts est mis en place par la communauté d'agglomération Rouen-Elbeuf-Austreberthe sur les massifs forestiers de son territoire. Ce réseau de lieux d'éducation à la nature permet de faire découvrir les forêts périurbaines (faune, flore, sylviculture, filière bois, etc.). Deux de ces maisons sont présentes sur le territoire de la forêt de la Londe-Rouvray. La première, construite à Saint-Étienne-du-Rouvray avec la norme HQE, est ouverte au public depuis mars 2008. La seconde est située sur le territoire d'Orival.

## Durant la Seconde Guerre mondiale
Pendant la Seconde Guerre mondiale, la forêt domaniale de La Londe-Rouvray a joué un rôle important et décisif qui marqua la fin de la bataille de Normandie engagée le 6 juin 1944.
Étant donné sa situation géographique, la forêt domaniale de la Londe-Rouvray vit de nombreux combats durant trois jours consécutif, les 26, 27 et 28 août 1944. De nombreux soldats périrent pendant les affrontements.
Ces affrontements sont décrits par certains vétérans comme l'enfer de flammes et d'acier.
L'armée canadienne, venue du Bosc-Roger-en-Roumois et de Saint-Ouen-du-Tilleul, arrive dans la commune de La Londe ainsi que dans la forêt le 24 août 1944. Les troupes allemandes étant retranchées sur les hauteurs de la forêt, elles occupent alors une position extrêmement favorable.
La forêt ne favorisant pas l'intervention de nombreux blindés à cause des routes minées et des nombreux tunnels étroits ni l'intervention de l'aviation à cause d'une végétation particulièrement dense, la bataille est vite devenue un duel entre les compagnies d'infanterie canadienne et allemande.
Après trois jours d'affrontement et de nombreuses pertes (plus de 600 soldats canadiens périrent durant cette bataille), les soldats canadiens repoussent enfin l'ennemi ; la commune de La Londe ainsi que la forêt de la Londe-Rouvray sont libérées des Allemands.
La forêt conserve encore de nombreuses traces des violents combats qui se sont déroulés (traces de chenilles de blindé sur les parois des tunnels, nombreux trous d'obus, viaduc des 17 piles sévèrement abîmé…).
En 1992, un monument en mémoire des Canadiens est inauguré en plein cœur de la forêt, situé sur le mont à la Chèvre, il est dédié aux soldats qui ont péri pour pouvoir libérer la commune de La Londe ainsi que son agglomération.
Il est inscrit sur la stèle : 

« Qui que tu sois, passant devant cette pierre souviens-toi ici les 26, 27 et 28 août 1944 lors de durs combats de jeunes soldats canadiens ont fait le sacrifice de leur vie pour ta liberté »

## Les habitats troglodytiques et château fort

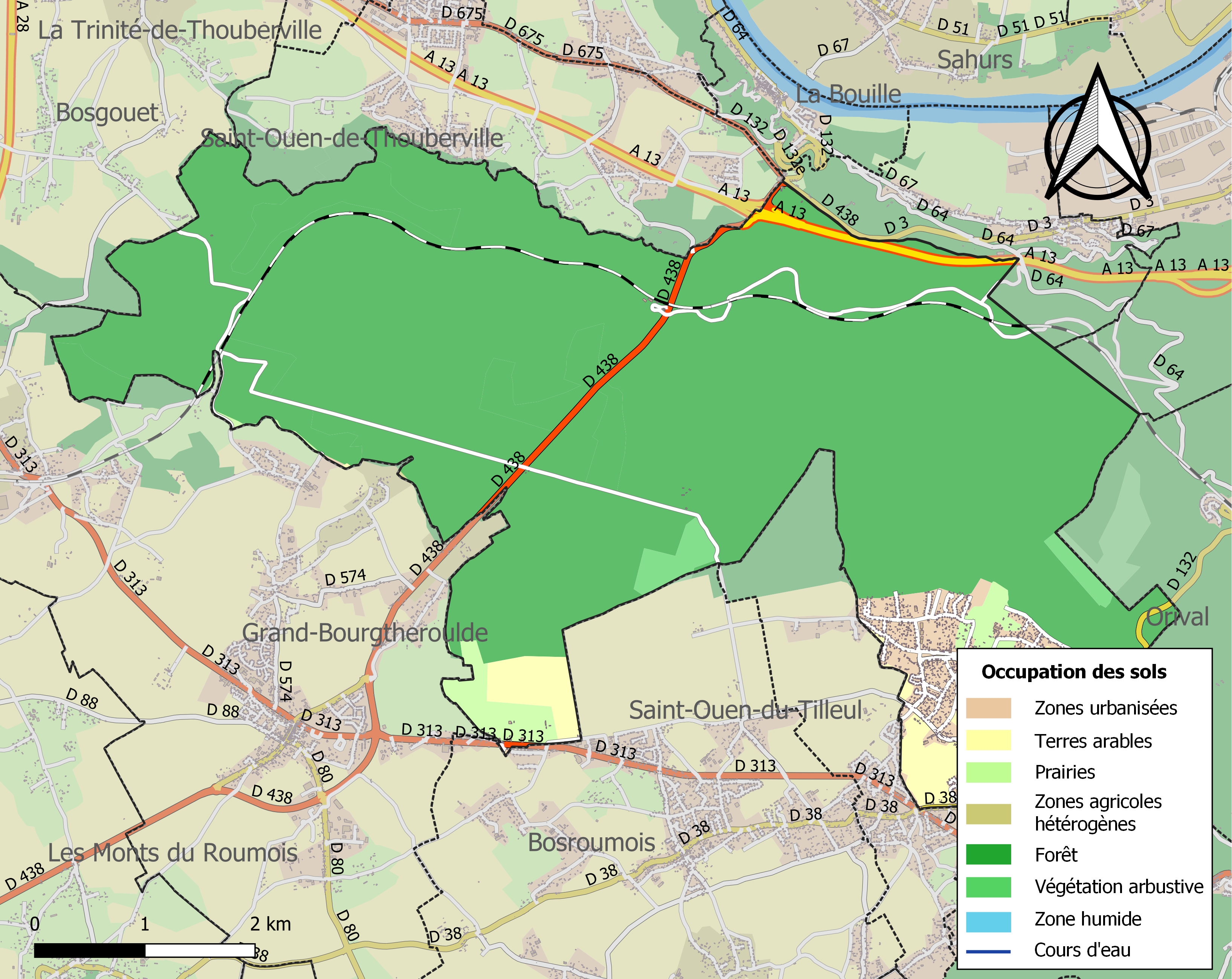
Emprise de la forêt sur La Londe - Communes limitrophes.

- Au sud-est de la forêt dans la commune d'Orival se situe le sentier des Troglodytes qui est un ancien complexe de maisons troglodytiques partiellement détruites. Les premiers habitants sont arrivés il y a environ 150 ans et le dernier habitant de ce complexe de petites maisons a quitté les lieux vers 1950. Une association locale tente de restaurer une maison troglodytique à l'identique. Le sentier de randonnée suit une partie de la trace du GR 2.
- Non loin des habitations troglodytiques, Richard Cœur de Lion fit bâtir au XIIIe siècle le château défensif de la Roche-Fouet. Il n'en reste désormais plus que quelques ruines[6].
- Au nord-ouest de la forêt, près de Saint-Ouen-de-Thouberville, se trouve un sentier de randonnée avec plusieurs grottes ainsi qu'une ancienne maison troglodytique.

## Installations ferroviaires
La forêt domaniale de la Londe-Rouvray est parcourue par deux lignes de chemin de fer aménagées au XIXe siècle.
- La première ligne, Tourville – Serquigny, ouverte en 1865, traverse le massif par La Londe, Orival et Saint-Aubin-lès-Elbeuf. De nombreux voyageurs et marchandises textiles transitaient par ce parcours. Sur cette ligne, une gare, dite Forêt-de-la-Londe, est ouverte ultérieurement.
- Mise en travaux en 1877, la ligne de chemin de fer Rouen – Orléans est inaugurée en 1883. Desservant notamment les stations et les gares de Petit-Couronne et Grand-Couronne, La Londe, Orival, Elbeuf-Ville, Caudebec et Saint-Pierre, elle facilite l'acheminement des matières premières et de l'outillage, ainsi que l'expédition des produits textiles.
- La réalisation de ces lignes et de leurs ouvrages d'art est spectaculaire. Traversant le massif forestier, elles ont nécessité l'édification de viaducs et le percement de tunnels, marquant profondément l'espace naturel. Les voies surplombent le fleuve et serpentent dans la forêt, découvrant de larges paysages. Les viaducs de Maredotte (7 piles) et des Longs-Vallons (17 piles) se composent de briques rouges d'Infreville. Ces deux ouvrages sont édifiés lors des travaux de la ligne Rouen – Orléans. D'une longueur de 249 m et haut de 25 m, le viaduc des Longs-Vallons sert de raccordement entre les lignes Rouen – Orléans et Tourville – Serquigny, tandis que le viaduc de la Maredotte permet le croisement de ces deux dernières. Une halte, dite du Hêtre-à-l'Image (du nom d'un arbre remarquable disparu depuis), sur la ligne Rouen – Orléans, est mise en service en 1899.

Au XXIe siècle, une partie de ces infrastructures ferroviaires est déclassée. Il subsiste, en exploitation, les lignes de Serquigny à Oissel et de Saint-Georges-Motel à Grand-Quevilly (entre Saint-Pierre-lès-Elbeuf et Grand-Quevilly), cette dernière étant une section de la ligne Rouen – Orléans.

## Lieux remarquables

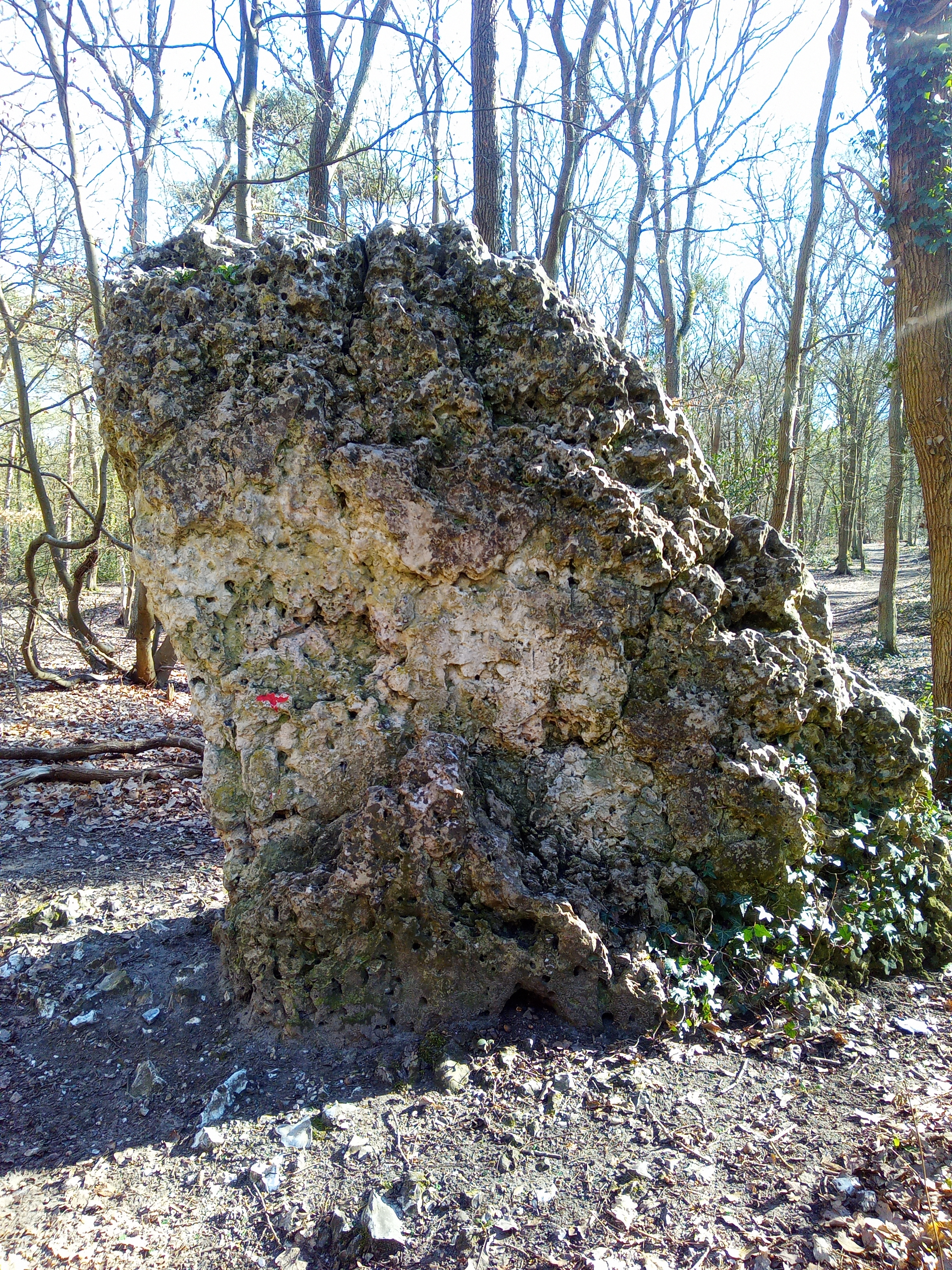
La pierre d'État.

- La pierre d'État, menhir situé dans la forêt domaniale de Rouvray,  Site classé (1931)[7]
- Un ensemble de vestiges archéologiques gallo-romains classés au titre des monuments historiques en 1922 :
  - Constructions de la Mare-du-Puits[8]
  - Temple de la Mare-aux-Anglais[9]
  - Temple des Essarts[10] et, notamment, un fanum[11].
  - Villa du Grésil[12],[13].
  - Constructions de Saint-Nicolas[14]
  - Temple de Saint-Ouen-de-Thouberville[15]
  - Temple du Vivier-Gamelin[16]